# James Bond 007: Casino Royale
Casino Royale ist ein britisch-US-amerikanischer Agententhriller nach Ian Fleming und der 21. Teil der James-Bond-Filmreihe von Eon Productions. Auf Basis des gleichnamigen ersten James-Bond-Romans wird die bekannte Figur als ehemaliger SBS-Soldat neu eingeführt, der auf den Terroristen-Financier Le Chiffre angesetzt wird. Handlungsfäden aus diesem Film wie eine – hier noch namenlose – Terrororganisation um den geheimnisvollen „Mr. White“ und die tragische Liebe zu Vesper Lynd werden in den vier direkten Nachfolgern immer wieder prominent aufgegriffen.
Unter der Regie des Neuseeländers Martin Campbell verkörpert Daniel Craig in Casino Royale zum ersten Mal den englischen Superspion und ist somit nach Sean Connery, George Lazenby, Roger Moore, Timothy Dalton und Pierce Brosnan der sechste offizielle Bond-Darsteller. Regisseur Campbell hatte zuvor bereits Brosnans Einstand GoldenEye inszeniert.
Casino Royale hatte am 14. November 2006 Weltpremiere in London und startete neun Tage später in den deutschen Kinos. Er wird vielfach zu den besten Filmen 2006 sowie der gesamten Bond-Reihe gezählt und stellte für diese auch neue Einspielrekorde auf.

## Handlung
MI6-Agent James Bond stellt einen verräterischen Sektionsleiter zur Rede und liquidiert diesen sowie dessen Kontaktmann. Infolgedessen erhält Bond seine 00-Lizenz.
Ein hoher Offizier der Lord’s Resistance Army, Steven Obanno, vertraut dem Terroristen-Bankier Le Chiffre eine große Geldsumme an. Dies geschieht unter Vermittlung von Mr. White, dem Repräsentanten eines internationalen Terrornetzwerks. Le Chiffre engagiert den Mittelsmann Alex Dimitrios, der wiederum den Attentäter Mollaka anwirbt. Auf Madagaskar beschattet Bond Letzteren. Es entbrennt eine Verfolgungsjagd durch ein Elendsviertel und über eine Baustelle auf ein videoüberwachtes Botschaftsgelände, wo Bond Mollaka schließlich entgegen seinem Auftrag tötet. Infolge der internationalen Schlagzeilen ist Bonds Chefin M verärgert und zieht ihn von dem Fall ab.
Über eine Kurznachricht auf Mollakas Mobiltelefon kann Bond die Spur auf die Bahamas zu Dimitrios verfolgen, den er bis nach Miami beschattet und letztlich tötet. Am dortigen Flughafen gelingt es Bond in letzter Sekunde, ein Attentat auf einen Flugzeugprototyp zu verhindern. Le Chiffre hatte Obannos Einlage an der Börse mittels Leerverkäufen auf den Verlust des Prototyps gesetzt und nun durch Bonds Eingreifen alles verloren.

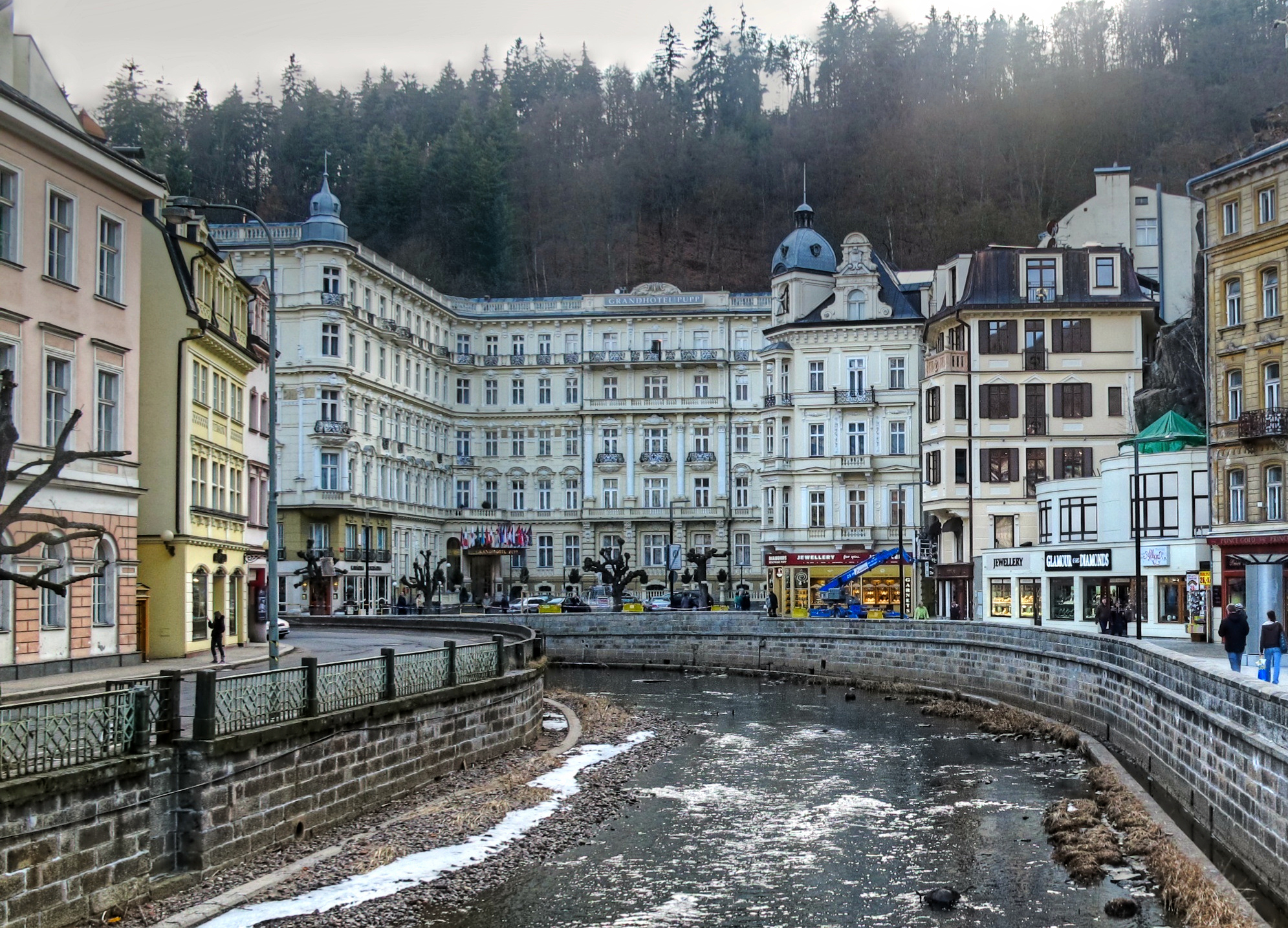
Im Grandhotel Pupp in Karlsbad (Tschechien) übernachten Vesper Lynd und James Bond. Das titelgebende Casino im Film befindet sich im gegenüberliegenden Kaiserbad.

Um das Geld zurückzugewinnen, ist Le Chiffre gezwungen, im Casino Royale in Montenegro bei einem Texas-Hold’em-Pokerturnier mit hohen Einsätzen zu spielen. Als der MI6 davon erfährt, beauftragt M ihren besten Spieler Bond, Le Chiffres Plan zu vereiteln. Auf der Zugfahrt macht sich Bond mit Vesper Lynd vom Schatzamt bekannt, die seine Einsätze verwaltet und ihm zunächst kritisch gegenübersteht. Unterstützung vor Ort erhalten sie durch Agent René Mathis. Mit Vesper geht Bond im weiteren Verlauf ein intimes Verhältnis ein.
Während einer Turnierpause wird Le Chiffre in seinem Hotelzimmer von Obanno abgefangen und bedroht. Als Letzterer mit seinen Handlangern das Zimmer verlässt, erkennen sie Bond, der gezwungen ist, sie auszuschalten und Obanno zu erwürgen. Zurück beim Poker verliert Bond eine hohe Summe nach einem Bluff Le Chiffres. Lynd als staatliche Schatzmeisterin ist nicht bereit, ihm weiteres Kapital zur Verfügung zu stellen. Als Bond den Entschluss fasst, Le Chiffre zu töten, tritt Turniergegner Felix Leiter an ihn heran. Er gibt sich als CIA-Mitarbeiter zu erkennen und stellt Bond seinen gesamten Einsatz zur Verfügung im Gegenzug für den Zugriff auf Le Chiffre.
An der Bar versetzt Le Chiffres Freundin Valenka Bonds Cocktail mit Fingerhut. Tödlich vergiftet schleppt sich Bond zu seinem Aston Martin und verabreicht sich ein Gegenmittel. Vor dem Zusammenbruch kann er sich noch einen mobilen Defibrillator anlegen, dessen Auslöser Vesper in letzter Sekunde betätigt. Zu Le Chiffres Überraschung kehrt Bond an den Spieltisch zurück und gewinnt schließlich 115 Millionen Dollar mit einem Straight Flush in der letzten Hand. Als Vergeltung lässt Le Chiffre Vesper vor Bonds Augen entführen. Die halsbrecherische Verfolgung endet abrupt, als Bond auf der Fahrbahn die gefesselte Vesper erkennt. Beim Ausweichen überschlägt sich sein Wagen, er verliert das Bewusstsein.
Bond erwacht als Gefangener Le Chiffres, der offenbart, dass Mathis als Doppelagent Bond hintergangen habe. Trotz Folter verweigert Bond den Kontozugang zum Turniergewinn, und Le Chiffre beschließt schließlich, ihn zu töten. Doch da taucht Mr. White auf und erschießt Le Chiffre für dessen Versagen, verschont jedoch Bond und Vesper.

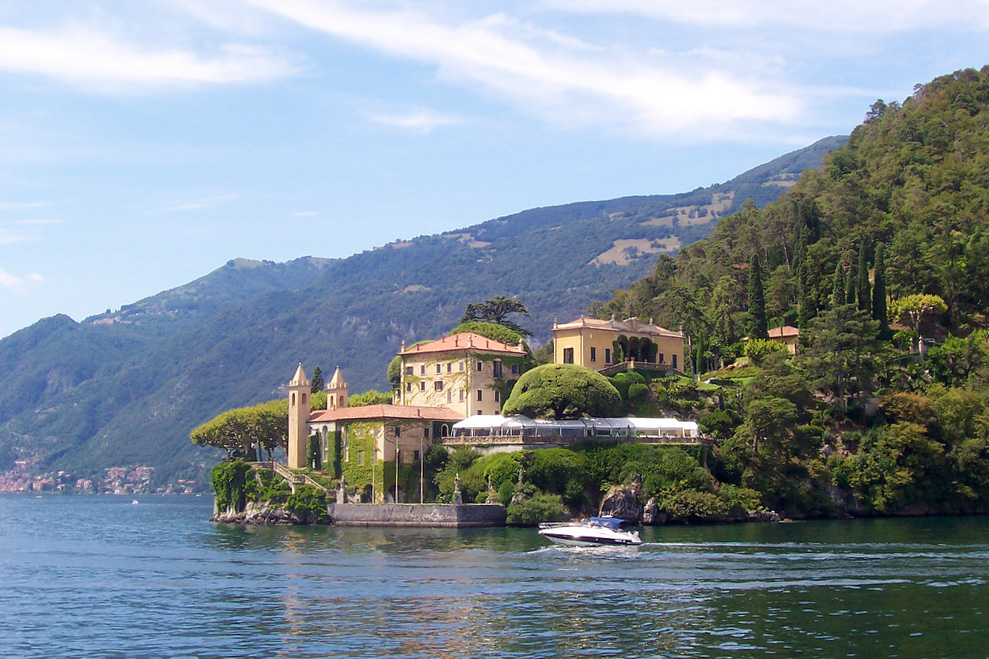
Die Villa del Balbianello, Drehort des Sanatoriums

In einem Badeort erholen sich beide von der Folter. Das Preisgeld transferiert Bond auf ein Konto, das Vesper ihm angibt. Bond ist bereit, für eine gemeinsame Zukunft seinen Dienst zu quittieren. Er sendet via E-Mail seine Kündigung an M, um mit Vesper die Welt zu bereisen und das Leben zu genießen.
In Venedig verlässt Vesper das Hotelzimmer unter einem Vorwand. Währenddessen erfährt Bond, dass der Gewinn nie auf dem Konto des Schatzamtes eingegangen ist und stattdessen gerade in der örtlichen Bankfiliale abgehoben wird. Er folgt Vesper, die den Geldkoffer an einen Einäugigen übergeben will. Bond kann die bewaffneten Hintermänner ausschalten, doch Vesper entschuldigt sich bei Bond und schließt sich in einen vergitterten Fahrstuhl ein, der mitsamt dem Haus im Canal Grande versinkt. Bond kann sie zwar an die Wasseroberfläche bringen, aber ihren Tod nicht mehr verhindern. Von M erfährt er, dass Vespers Verrat mit der Entführung ihres algerischen Freundes erpresst wurde. Zudem offenbart M, dass Vesper am Abend von Bonds Folter einen Deal mit Mr. White einging, seinen Leuten das Geld zu übergeben, wenn dafür Bonds Leben verschont würde.  
Bond kann das Geld über einen Hinweis auf Vespers Mobiltelefon zu Mr. White am Comer See verfolgen. Er schießt ihm in den Oberschenkel und stellt sich erstmals vollständig vor: „Mein Name ist Bond. James Bond.“

## Entstehung

### Vorproduktion
| Figur                  | Darsteller              | Deutscher Sprecher      |
| ---------------------- | ----------------------- | ----------------------- |
| James Bond 007         | Daniel Craig            | Dietmar Wunder          |
| Vesper Lynd            | Eva Green               | Alexandra Wilcke        |
| Le Chiffre             | Mads Mikkelsen          | Axel Malzacher          |
| M                      | Judi Dench              | Gisela Fritsch          |
| René Mathis            | Giancarlo Giannini      | Bernd Rumpf             |
| Felix Leiter           | Jeffrey Wright          | Olaf Reichmann          |
| Solange                | Caterina Murino         | Andreina de Martin      |
| Alex Dimitrios         | Simon Abkarian          | Marc Papanastasiou      |
| Mr. White              | Jesper Christensen      | Wolfgang Condrus        |
| Kratt                  | Clemens Schick          | Clemens Schick          |
| Valenka                | Ivana Miličević         | Marina Lüdemann         |
| Steven Obanno          | Isaac de Bankolé        | Aloysius Itoka          |
| Mollaka                | Sébastien Foucan        | —                       |
| Mendel                 | Ludger Pistor           | Ludger Pistor           |
| Gettler                | Richard Sammel          | Richard Sammel          |
| Villiers               | Tobias Menzies          | Matthias Hinze          |
| Schultz                | Jürgen Tarrach          | Jürgen Tarrach          |
| Carter                 | Joseph Millson          | Simon Jäger             |
| Gräfin von Wallenstein | Veruschka von Lehndorff | Veruschka von Lehndorff |
| Kellner                | Jaroslav Jankovsky      | Waléra Kanischtscheff   |
| Sektionschef Dryden    | Malcolm Sinclair        | Kaspar Eichel           |

Bereits kurz nach Veröffentlichung des Romans Casino Royale verkaufte Autor Ian Fleming die Verfilmungsrechte an den amerikanischen Fernsehsender CBS, der die Geschichte für eine 1954 veröffentlichte Episode der Serie Climax! mit Barry Nelson in der Hauptrolle verwendete. Aus diesem Grunde standen die Rechte nicht mehr zur Verfügung, als Albert R. Broccoli und Harry Saltzman mit ihrer Produktionsfirma Eon Productions fast ein Jahrzehnt später die James-Bond-Filme zum Welterfolg führten. In Konkurrenz dazu wandelte die CBS-Konzernmutter Columbia Pictures 1967 den Stoff zu einer Parodie mit David Niven als ein James Bond. 1999 schließlich tauschten Sony, an das die Romanrechte inzwischen übergegangen waren, und Bond-Studio MGM die Lizenzen von Spider-Man und Casino Royale, so dass der Stoff in die Eon-Reihe integriert werden konnte.
Erstmals Interesse an einer Neuverfilmung zeigte 2004 Kultregisseur Quentin Tarantino. In Zusammenarbeit mit der Fleming-Familie wollte er die Geschichte in den 1960ern ansiedeln mit dem noch aktuellen Bond Pierce Brosnan und seiner Lieblingsdarstellerin Uma Thurman als Gespielin. Doch dieser Ansatz fand keine Resonanz bei Rechteinhaber Eon. Obwohl Brosnan öffentlich sein ungebrochenes Interesse an der Rolle bekundete, wurde sein Vertrag bereits kurz zuvor nicht verlängert, und die Suche nach einem neuen Hauptdarsteller begann. Während Brosnan sagte, er sei den Produzenten zu alt, berief sich Eon auf zu hohe Gagenforderungen des Schauspielers. Letztlich wollten beide Seiten einem Glaubwürdigkeitsverlust zuvorkommen, wie ihn der damals 58-jährige Roger Moore zum Ende seiner Zeit als James Bond hinnehmen musste.
Nachdem der Vorgänger Stirb an einem anderen Tag vielfach für seine übertriebenen Computereffekte kritisiert worden war, besannen sich die Produzenten nun wieder zurück auf Flemings Romanfigur und wählten schließlich dessen Erstling Casino Royale zur Vorlage. Entsprechend dem Buch als Beginn der James-Bond-Reihe stellt auch der Film als erster Fall des 00-Agenten James Bond einen Neuanfang dar. Insbesondere wurde die Handlung so romangetreu ins Drehbuch übernommen, wie es nur in den Bond-Filmen Liebesgrüße aus Moskau, Im Geheimdienst Ihrer Majestät und dem aus der Kombination verschiedener Kurzgeschichten entstandenen In tödlicher Mission der Fall war. Gerade bei letzteren beiden geschah dies genauso im bewussten Kontrast zu den extrem überzogenen Vorgängern Man lebt nur zweimal und dem Science-Fiction-haften Moonraker. Mit realistischer Action war in der Zwischenzeit auch die Bourne-Reihe erfolgreich, während anderen Franchises ein kompletter Neuanfang mit Filmen wie Batman Begins gelang. Dies konnte Filmverleih Sony schließlich überzeugen, auch mit Bond diese neue Richtung einzuschlagen, anstatt Massentauglichkeit durch ein immer exzessiveres Spektakel zu erzwingen. Dementsprechend wurde der Film auch vielfach als „Bond Begins“ tituliert.
Martin Campbell wurde nach Pierce Brosnans erfolgreichem GoldenEye zum zweiten Mal mit der Einführung eines neuen Bonds betraut, wie im Februar 2005 zusammen mit dem Filmtitel bekanntgegeben wurde. Für den Geheimagenten wurden über 200 Darsteller in Betracht gezogen, darunter die Australier Karl Urban, Sam Worthington und Hugh Jackman sowie der englische Henry Cavill. Mit seinen Hauptrollen im Gangsterfilm Layer Cake sowie als Mossad-Agent in München empfahl sich Daniel Craig bei den Produzenten als neuer „007“, was durchaus auch öffentlich so wahrgenommen wurde. Craig zögerte zunächst, ließ sich dann aber durch das Drehbuch von der Rolle überzeugen und so wurde er am 14. Oktober 2005 der Öffentlichkeit schließlich als neuer James-Bond-Darsteller vorgestellt. Seine Wahl wurde kontrovers aufgenommen, denn sein Erscheinungsbild widersprach dem dunkelhaarigen Playboy, so wie Bond zuvor dargestellt worden war. Auch seine fehlende Erfahrung in Hochglanzproduktionen wurde ihm vorgehalten, war er zuvor doch vorwiegend in intimeren Dramen zu sehen. All dies führte bis hin zu Schlagzeilen wie „James Blond“ oder „James Bland“ (englisch bland ‚langweilig‘).
Es ergab sich die Aufgabe, einen kritisch beäugten neuen Bond-Darsteller als Nachfolger eines Fanfavoriten zu etablieren. Hierzu setzte man auch viele Stilmittel ein, dank derer bereits Im Geheimdienst ihrer Majestät zu den populärsten Filmen der Reihe zählt. Mit einem direkten Rückgriff auf eine Romanhandlung von Fleming wurde vor allem dem Hauptdarsteller viel Raum gegeben, die Titelfigur eigenständig und möglichst nuanciert neu zu zeichnen. Insbesondere erzählen beide Filme (im Kontrast zum Rest der Reihe) von einem James Bond, der verliebt sein Agentendasein zurücklassen möchte, seine Freundin jedoch auf tragische Weise stirbt. Die ungewöhnliche Dramatik spiegelt sich auch beide Male in einer Lauflänge von jeweils um 140 Minuten wider – deutlich über den rund 120 Minuten der vorigen James-Bond-Filme. Selbst die Musik im Vorspann ist vergleichbar und verzichtet insbesondere auf die ansonsten gängige Nennung des Filmtitels; John Barry schrieb ein On Her Majesty's Secret Service betiteltes Instrumental, während Chris Cornells You Know My Name keinerlei Bezüge zum Filmtitel aufweist.
Im Filmstab herrschte vielfach Kontinuität: Zum dritten Mal in Folge stammt das Drehbuch vom Autorenduo Purvis & Wade. Campbell engagierte erneut seinen Stamm-Kameramann Phil Meheux. Das Szenenbild verantwortete letztmals Peter Lamont, der diese Position seit In tödlicher Mission bekleidete. Ähnlich lange ist auch bereits Chris Corbould für die Effekte der Bondfilme zuständig. Oscar-Preisträgerin Lindy Hemming gestaltete zum fünften und letzten Mal die Kostüme.
Auch in diesem James-Bond-Film wurden wieder bekannte deutsche Schauspieler besetzt: Ludger Pistor, vor allem durch die Serie Balko bekannt, spielt den Basler Bankier Mendel, der den Pokergewinn übergibt. Jürgen Tarrach tritt als Schultz auf den Bahamas auf. Zudem ist Clemens Schick als Le Chiffres Handlanger Kratt zu sehen. In einer Komparsenrolle tritt auch das deutsche 1960er-Jahre-Model Veruschka auf. Der Schweizer Schauspieler und Ex-Rapper Carlos Leal verkörpert den Chef de Partie des Casino Royale. Weiterhin spielt Richard Sammel den Terroristen Adolph Gettler.

### Dreharbeiten

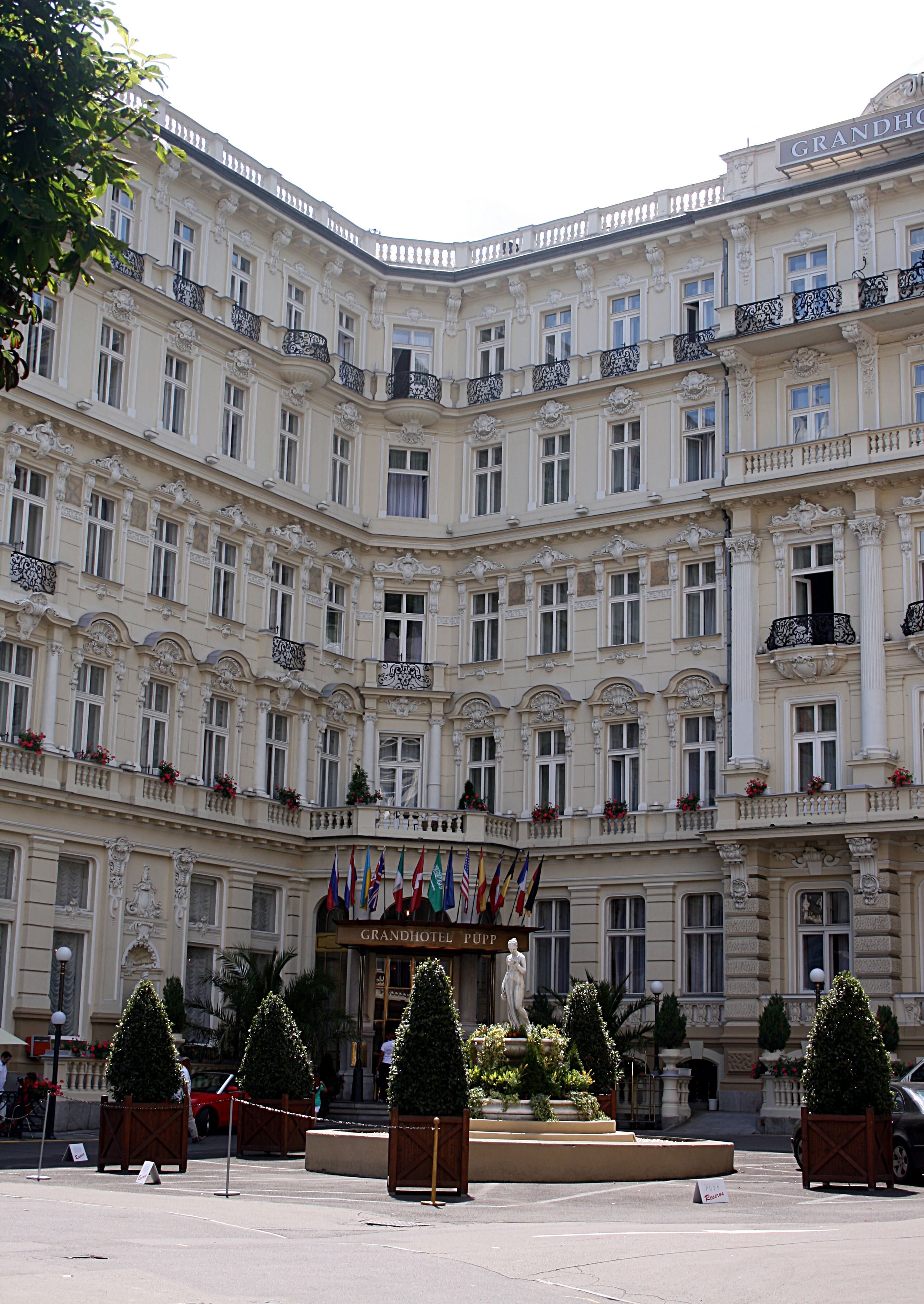
Das Grandhotel Pupp, Karlsbad

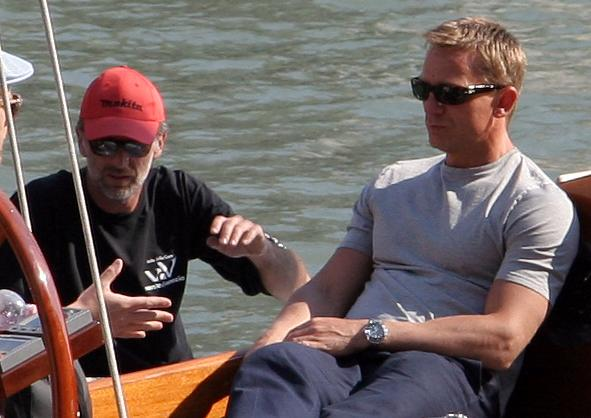
Daniel Craig und Michael G. Wilson während der Dreharbeiten in Venedig

Die Dreharbeiten begannen am 30. Januar 2006 mit einem Budget von rund 150 Millionen US-Dollar und wurden am 21. Juli 2006 beendet. Der Film ist eine Gemeinschaftsproduktion von Metro-Goldwyn-Mayer, Columbia Pictures, Danjaq Productions, Stillking Films, Studio Babelsberg, Eon Productions und United Artists im Verleih der Sony Pictures Entertainment. Neben England wurde auf den Bahamas, in Tschechien und Italien gedreht; im Detail wurden folgende Drehorte genutzt:
- Vereinigtes Königreich
  - Pinewood Studios, London
  - Black Park, Iver Heath
- Bahamas: Coral Harbour, Paradise Island, New Providence Island
- Tschechien
  - Prag: Nationalmuseum, Verkehrsministerium, Kloster Strahov, Filmstudios Barrandov, Flughafen Ruzyně
  - Karlsbad: Grandhotel Pupp, ehemaliges Kaiserbad Spa
  - Altes Militärhospital, Planá
  - Marktplatz von Loket
  - Zugszene an Bord der ČD-Baureihe 680 (Pendolino), inkl. Außenaufnahmen
- Italien
  - Venedig: Hotel Cipriani, Markusplatz, Canal Grande, Dorsoduro
  - Am Comer See
    - Villa Gaeta, San Siro, etwa 3 km nördlich von Menaggio
    - Villa del Balbianello, an der südöstlichen Landspitze von Lenno (bereits in Star Wars: Ep. II zu sehen)

Produzent Michael G. Wilson hat wieder einen Gastauftritt, diesmal als korrupter Polizeipräsident in Montenegro. Im Film besucht Bond die Ausstellung „Body Worlds“ (deutscher Titel: Körperwelten). Der Initiator dieser Wanderausstellung plastinierter Körper, Gunther von Hagens, ist im Film selbst für kurze Augenblicke zu sehen: auf einem Werbeplakat und wie er Besucher durch die Ausstellung führt.
Die spektakuläre Verfolgungsjagd in Madagaskar zeigt die erst kurz zuvor entwickelte Extremsportart Freerunning. Bonds Gegenspieler Mollaka wird dabei vom Freerunning-Erfinder Sébastien Foucan selbst gespielt. Die Szene, bei der im Finale ein alter venezianischer Palazzo langsam in sich zusammenstürzt, entstand nicht durch Computeranimation, sondern mit einer von innen elektronisch gesteuerten Attrappe im Maßstab 1:3.
Bei dem als „Skyfleet“-Prototyp dargestellten Flugzeug handelt es sich um eine Boeing 747-236B mit dem damaligen Kennzeichen G-BDXJ, die ehemals beispielsweise bei British Airways geflogen wurde. Das Flugzeug wurde für Nahaufnahmen leicht modifiziert. So wurden an den jeweils äußeren Triebwerkspylonen Treibstofftankattrappen und an den inneren je eine Triebwerkspaarattrappe im Stil der General Electric GEnx montiert. Für Großaufnahmen des Flugzeuges wurde ein 20 Meter langes Modell verwendet, welches die Grundproportionen einer Boeing 747 hat, allerdings im Bereich des Cockpits und des Oberdecks optisch deutlich verändert wurde. Das Kennzeichen der Maschine im Film lautet N88892. Die Boeing steht immer noch auf dem Gelände des Flugplatzes Dunsfold, bekannt aus den Top-Gear-Produktionen der BBC Two, das Modell ist derzeit in der Ausstellung Bond in Motion im National Motor Museum in Beaulieu (Hampshire) zu sehen.

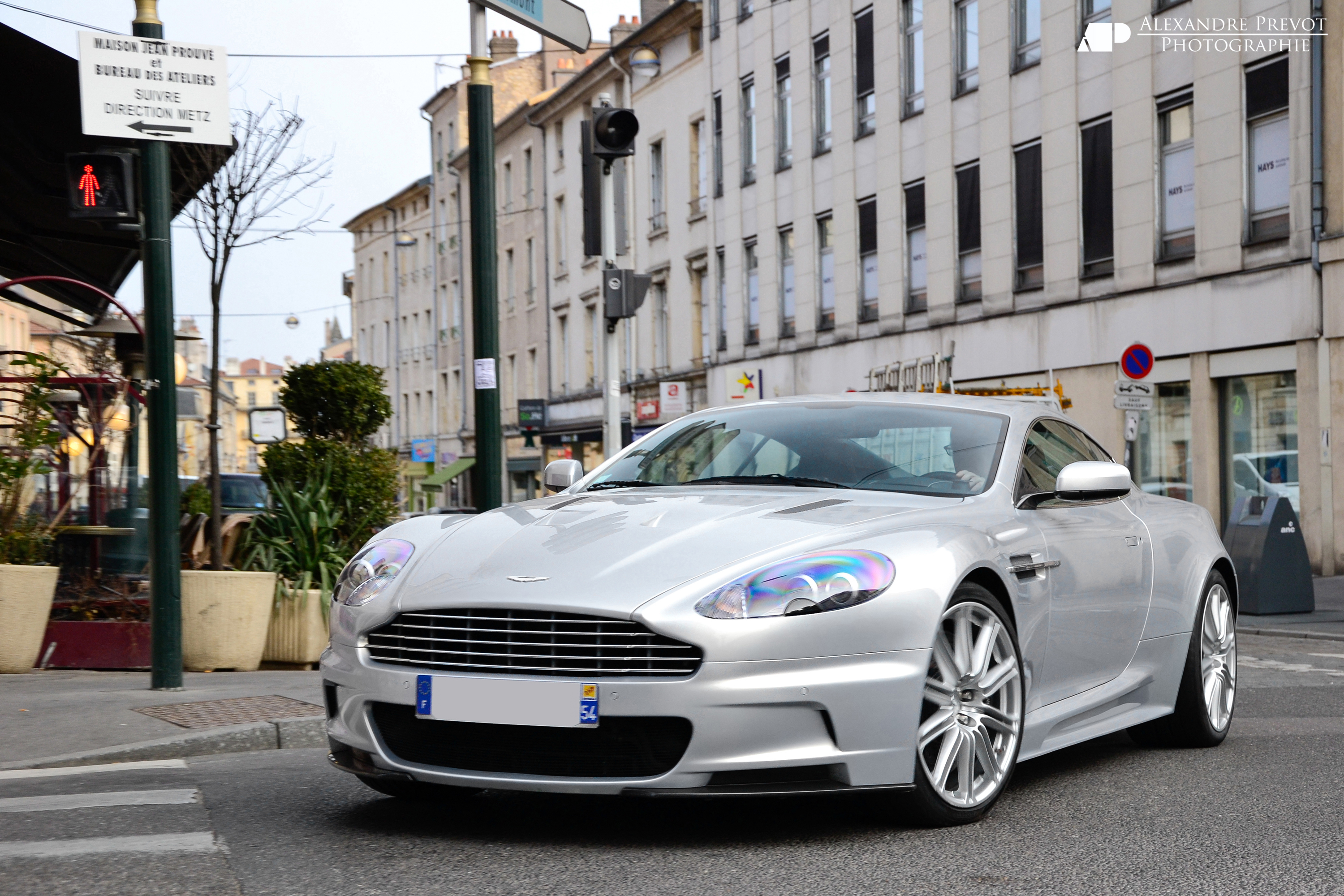
Aston Martins neuer DBS, wie ihn Bond im Film fährt

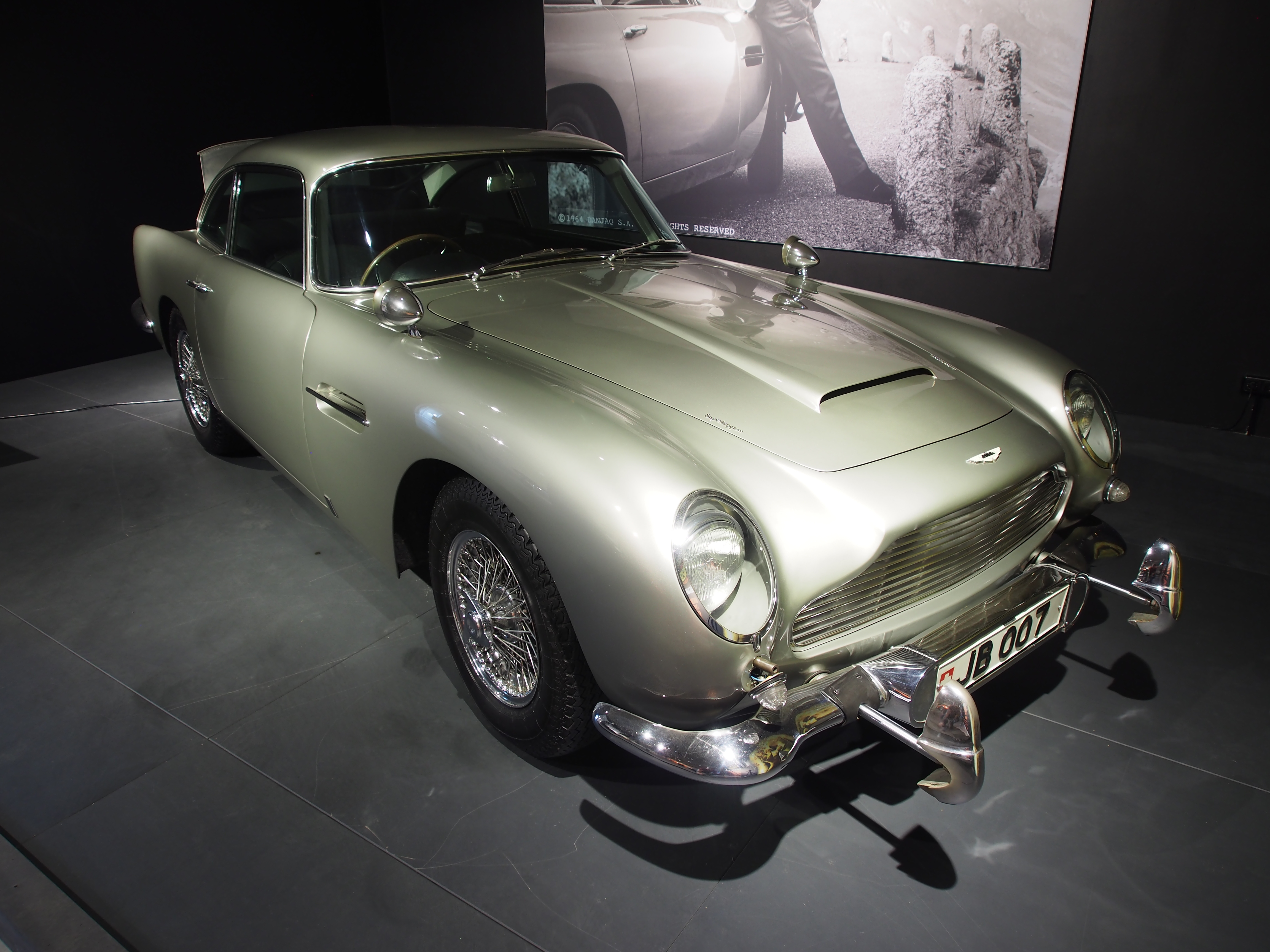
Bonds klassischer Aston Martin DB5 aus Goldfinger

Im Film fährt James Bond zwei neue Automodelle, die beide bei Erscheinen des Films noch nicht auf dem Markt waren: den Ford Mondeo Jahrgang 2007 sowie den Aston Martin DBS. Letzterer existierte während der Filmproduktion erst als Entwurf, weshalb einige Exemplare des Aston Martin DB9 von Hand umgebaut werden mussten, um den DBS darzustellen. Im Film ist das Fahrzeug zusätzlich mit mehreren Schubfächern und schallgedämpfter Walther P99, Antidot-Ampullarium und Automatisiertem Externen Defibrillator (AED) ausgerüstet. Die Szene, in der sich der DBS bei der Verfolgung von Le Chiffre siebenmal überschlägt, wurde 2007 für den Taurus World Stunt Award in der Kategorie „Fahrzeugstunt“ nominiert und auch vom Guinness-Buch der Rekorde als Weltrekord anerkannt. In einer früheren Szene auf den Bahamas gewinnt Bond bereits den eng mit der Figur verbundenen Aston Martin DB5 von 1964 bei einem Pokerspiel gegen Dimitrios. Dieses Auto war seit Goldfinger schon in vielen weiteren Bond-Filmen zu sehen.
Zusätzlich zu diesen und weiteren Fahrzeugen des Ford-Konzerns wie dem Range Rover Sport oder Jaguar-Modellen findet in Casino Royale noch weitere Produktplatzierung statt – eine Praxis seit dem ersten Bond-Film. Bond selbst nutzt mehrere Omega-Armbanduhren (Seamaster Planet Ocean und später Omega Seamaster 300 M), die er im Film auch erwähnt, sowie eine HK UMP mit Schalldämpfer, mit der er in der Schlussszene Mr. White ins Bein schießt. Es sind des Weiteren New-Holland-Baumaschinen, Adobe Photoshop oder die Fluggesellschaft Virgin Atlantic Airways prominent zu sehen. Virgin-Group-Gründer Richard Branson selbst hat einen Cameo-Auftritt an der Personenkontrolle des Flughafens.
Neben seinem Verleih durch Sony Pictures Entertainment nutzte Sony den Film ebenfalls zur Darstellung der eigenen Produkte. So besitzt Bond ein modifiziertes Sony Ericsson K800i, welches zudem in einer Casino Royale Edition verkauft wurde, und ein Vaio-Subnotebook (Modell „Vaio SZ“ 13,3"). Vesper Lynd wiederum verwendet das Sony Ericsson M600 und eine Sony-Digitalkamera. Auch Mathis (Sony Ericsson K700i) und Dimitrios (Sony Ericsson K750i) nutzen Sony-Ericsson-Handys genauso wie der „falsche Polizist“ am Flughafen mit einem Walkman-Modell. Die Videoaufzeichnungen im Club sind auf Blu-ray Discs, die Bond mit einem Sony-Blu-ray-Player abspielt, und die Monitore des Bankiers sind vom Typ „Sony SDM-HS95PRS“.

### Nachproduktion
Die Musik schrieb – wie auch bereits für die drei Vorgängerfilme – David Arnold, unterstützt von seinem Orchestrator Nicholas Dodd. Im Film wird James Bond neu eingeführt und hat sich erst am Ende zur bekannten Figur entwickelt. Um dies zu unterstreichen, verzichtet Arnolds Musik weitestgehend auf das bekannte James Bond Theme. Zum Leitmotiv wird hier stattdessen der Titelsong You Know My Name, im Vorspann gesungen von Soundgarden- und Audioslave-Frontmann Chris Cornell. Das Lied entstand in enger Zusammenarbeit zwischen Arnold und Cornell inmitten der Arbeiten zu Cornells zweitem Soloalbum Carry On. Aus diesem Grund bestand Cornell darauf, es als Teil seines Albums zu veröffentlichen statt auf dem offiziellen Film-Soundtrack. Die Filmversion des Titelsongs unterscheidet sich von den eigenständig veröffentlichten Fassungen. Der Soundtrack wurde 2006 bei Sony Music als Audio-CD sowie als erster der Filmreihe auch als Musik-Download veröffentlicht. Die reichhaltig orchestrierte Neuaufnahme des James Bond Themes für den Abspann, hier betitelt The Name’s Bond … James Bond, wurde für die nachfolgenden Filme vielfach wiederverwendet.
Titelliste der Originalauflage
1. African Rundown (6:52)
2. Nothing Sinister (1:27)
3. Unauthorized Access (1:08)
4. Blunt Instrument (2:22)
5. CCTV (1:30)
6. Solange (0:59)
7. Trip Aces (2:06)
8. Miami International (12:43)
9. I’m the Money (0:27)
10. Aston Montenegro (1:03)
11. Dinner Jackets (1:52)
12. The Tell (3:23)
13. Stairwell Fight (4:12)
14. Vesper (1:44)
15. Bond loses it all (3:56)
16. Dirty Martini (3:49)
17. Bond wins it all (4:32)
18. The End of an Aston Martin (1:30)
19. The bad die young (1:18)
20. City of Lovers (3:30)
21. The Switch (5:07)
22. Fall of a house in Venice (1:53)
23. Death of Vesper (2:50)
24. The Bitch is Dead (1:05)
25. The Name’s Bond … James Bond (2:49)

Ein paar Foltereinstellungen wurden nicht in den Film übernommen, um die angestrebte Altersfreigabe BBFC 12A, also für 12-Jährige in Begleitung eines Erwachsenen, nicht zu gefährden. In Deutschland ist der Film „ab 12 Jahren“ freigegeben. Nach Meinung des Regisseurs enthält der Film die härtesten Szenen, die jemals in einem Bond-Film zu sehen gewesen sind.
Die deutsche Synchronbearbeitung entstand bei Interopa Film in Berlin. Das Dialogbuch verfasste Frank Schaff, der zugleich die Synchronregie führte. Auf Daniel Craigs James Bond wurde Dietmar Wunder besetzt, der sich daraufhin als Stammsprecher von Craig etablierte. Die deutschsprachigen Darsteller synchronisierten ihre Rollen durchgängig selbst. Im englischen Original erhält Vesper Lynd in Montenegro den Decknamen „Stephanie Broadchest“ (von englisch broad ‚weiträumig‘ und chest ‚Brust‘); in die deutsche Synchronisation wurde dies als „Stephanie Brustwartz“ übertragen.

## Veröffentlichung und Fortsetzung
Nach der Uraufführung am 14. November 2006 in London startete der Film am 16. November 2006 in den britischen und tags darauf in den US-amerikanischen Kinos. Casino Royale spielte schon am ersten Tag 1,7 Millionen Pfund Sterling an den Kinokassen im Vereinigten Königreich ein, die sich bis zum Ende des ersten Wochenendes auf 13,37 Millionen erhöhten. Bereits eine Woche später – noch vor dem deutschen Kinostart am 23. November 2006 – wurden mit dem Film 82,2 Millionen US-Dollar eingenommen. In Großbritannien gelang so der bis dato beste Kinostart eines Bond-Films. Mit 25,6 Millionen US-Dollar steht er um 46 Prozent besser da als der Vorgänger und bisherige Rekordhalter Stirb an einem anderen Tag.
In Russland hatte Casino Royale den erfolgreichsten Kinostart eines nichtrussischen Films. Entsprechendes gilt für weitere Länder, unter anderem Indien. Casino Royale ist auch der erste Bond-Film, der in den chinesischen Kinos veröffentlicht werden durfte. Seinen Vorgängern wurde dies stets wegen der in den Filmen enthaltenen Sex- und Gewaltszenen verwehrt und sie sind nur als illegale Kopie auf DVD erhältlich. Bis Ende 2012 hat der Film weltweit 599 Millionen US-Dollar eingespielt.
Die erste DVD-Version erschien 2007 in einer Standard-Ausführung sowie mit einer Bonus-DVD und fünf Postkarten. Casino Royale wurde zeitgleich als erster Bond-Film auf Blu-ray Disc veröffentlicht. Eine neue Version folgte 2012 zum 50-jährigen Jubiläum der Filmreihe. Casino Royale lief am 25. Oktober 2009 um 20:15 Uhr auf ProSieben erstmals im deutschen Free-TV.
Aufgrund des großen finanziellen Erfolgs wurde sofort die Arbeit an einem Nachfolgefilm begonnen. Dieser kam als Ein Quantum Trost zwei Jahre danach in die Kinos und setzt die Handlung unmittelbar fort, anstatt – wie bisher in der Filmreihe üblich – eine eigenständige, neue Geschichte zu erzählen. Aus diesem Grund griff auch das Videospiel zum Film die Geschehnisse von Casino Royale nochmal auf.

## Rezeption
Der Film erhielt ein sehr gutes Presseecho, was sich auch in den Auswertungen US-amerikanischer Aggregatoren widerspiegelt. So zeichnete Rotten Tomatoes ihn als Bestbesprochenen in seinem Veröffentlichungsjahr aus. Laut Metacritic fallen die Bewertungen im Mittel „Grundsätzlich wohlwollend“ aus. They Shoot Pictures, Don’t They? zählt Casino Royale zu den 500 angesehensten Filmen im 21. Jahrhundert.
Besonderes Lob wurde Daniel Craig für seine Darstellung zuteil, laut Andreas Borcholte vom Spiegel schaffe Craig es, „jenes Virile, brutal Animalische zu verströmen, über das Sean Connery in seinen ersten Auftritten als Bond verfügte“. Für Paul Arendt von der BBC ist Craig denn auch die Verkörperung von 007, wie Ian Fleming sie schuf: Ein „Schweinehund“. Als Peinlichkeit bezeichnete er aber den Titelsong von Chris Cornell.
Andere Rezensenten lobten Casino Royale als den besten Bond seit dem Weggang von Sean Connery. Insbesondere der Verzicht auf einige der seit langem als unverzichtbar geglaubten James-Bond-typischen Klischees und Nebenfiguren wie Miss Moneypenny, Q oder dessen technischen Spielereien trügen beträchtlich zur Entschlackung und Modernisierung der Serie bei.
Tim Adams vom Observer bemängelte die Unsicherheit der Filmemacher; beim Versuch, den Film rauer und wirklichkeitsnäher zu machen, sei alles andere in seiner Umgebung künstlicher geworden. So sei die Sequenz, in der Bond aus der Folter befreit wird, ins Komische abgerutscht.

„Rasante, in Details durchaus raue Verfilmung des ersten James-Bond-Romans von Ian Fleming, die sich durch betonte Körperlichkeit und artistische Kabinettstückchen auszeichnet. Daniel Craig nimmt dem ‚neuen‘ Bond die versnobte Eleganz, verleiht ihm aber draufgängerische Sportlichkeit und eine psychologisch interessante Unberechenbarkeit.“

„Mit knallharten Actionsequenzen und einer brutal-unterkühlten Atmosphäre gelang ‚Goldeneye‘-Regisseur Martin Campbell eine adrenalintreibende Wiederbelebung des beliebten MI6-Agenten, der zuletzt immer mehr zu einem hochgerüsteten Comic-Helden mutierte. Denn zum ersten Mal in seiner Agenten-Laufbahn wurde 007 mit einer ambivalenten Persönlichkeit ausgestattet, die von seelischen Abgründen, Zweifeln und zunehmender Gefühllosigkeit geprägt ist. […] Allein das Ende mit der etwas zu ausgiebig erzählten Liebesgeschichte zwischen Bond und seiner Kollegin Vesper Lynd (Eva Green) und einem zweiten, vergleichsweise unspektakulären Showdown wirkt unnötig in die Länge gezogen und nimmt der rasanten Terroristen-Jagd ein wenig das Tempo. Dennoch: Dieser 007 ist der härteste und glaubwürdigste seit ‚Liebesgrüße aus Moskau‘.“

„Martin Campbells knallharter Agenten-Action-Thriller ‚Casino Royale‘ übertrifft die hohen Erwartungen und glänzt mit einem – wider allen Spekulationen – exzellent besetzten Daniel Craig in der Doppel-Null-Rolle. Die raue Neuorientierung des Franchise ist mit mehr als Bravour geglückt.“

Casino Royale wurde weiterhin bei den folgenden Auszeichnungen berücksichtigt:
- British Academy Film Awards 2007: Auszeichnung in der Kategorie „Bester Ton“, weitere sieben Nominierungen („Bester Hauptdarsteller“, „Bestes adaptiertes Drehbuch“, „Beste Filmmusik“, „Beste Kamera“, „Bestes Szenenbild“, „Bester Schnitt“ und „Beste Visuelle Effekte“)
- Jupiter 2007 der Cinema als „Bester Film international“
- Taurus World Stunt Awards 2007 für „Bester Stunt-Koordinator“ und „Bester Stunt in der Höhe“
- Saturn-Award 2007 in der Kategorie „Best Action/Adventure/Thriller Film“, vier weitere Nominierungen, u. a. Daniel Craig als „Bester Schauspieler“
- Satellite Awards 2006: Auszeichnung für das Titellied You Know My Name von Chris Cornell
- DVD Champion 2007 in der Kategorie „Publikumspreis“
- Evening Standard British Film Awards 2007 und Empire Awards 2007 für Daniel Craig als „Bester Darsteller“

## Belege
1. ↑  CASINO ROYALE (2006). In: Film & TV Database. British Film Institute, archiviert vom Original am 2. August 2012; abgerufen am 26. November 2012.
2. ↑   Freigabebescheinigung für James Bond 007: Casino Royale. Freiwillige Selbstkontrolle der Filmwirtschaft, November 2006 (PDF; 64 kB).
3. ↑  Alterskennzeichnung für James Bond 007: Casino Royale. Jugendmedienkommission.
4. ↑  Gemeinsame Co-Autorenschaft gemäß der weltweit gängigen Richtlinien der amerikanischen Filmautorengewerkschaft
5. ↑  James Sterngold: Sony Pictures, in an accord with MGM, drops its plan to produce new James Bond movies. In: The New York Times. 30. März 1999, abgerufen am 20. Juni 2007.
6. ↑  Chris Heath: Quentin Tarantino Interview. In: GQ. Juni 2007.
7. ↑  Baz Bamigboye: Breaking Baz @ Cannes: Quentin Tarantino Exclusive, Part 2. In: Deadline. 25. März 2023, abgerufen am 13. Juli 2023 (englisch).
8. ↑  Is Brosnan too old to be 007? In: Daily Mail. 9. Februar 2004, abgerufen am 5. August 2008.
9. ↑  Dayla Alberge: Fake stunts banished as new Bond keeps it real. In: The Times. 14. März 2006, abgerufen am 21. November 2006.
10. ↑  Inside On Her Majesty's Secret Service In: OHMSS Ultimate Edition. MGM Home Entertainment, 2000.
11. ↑  Production Notes – For Your Eyes Only. In: MI6 – The Home of James Bond. Abgerufen am 4. Februar 2021 (englisch).
12. ↑  Philip C.Dimare: Movies in American History: An Encyclopedia. ABC-CLIO, 2011, ISBN 978-1-59884-296-8, S. 53 (englisch, eingeschränkte Vorschau in der Google-Buchsuche [abgerufen am 4. Februar 2021]).
13. ↑  Inside For Your Eyes Only In: FYEO Ultimate Edition. MGM Home Entertainment. Michael G. Wilson: „If we went through the path of Moonraker things would just get more outlandish, so we needed to get back to basics.“
14. ↑  Siegfried Tesche: Neuer 007-Film: Drehbeginn ohne Bond-Girl. In: Spiegel Online. 2. Februar 2006, abgerufen am 4. Februar 2021.
15. ↑  Siegfried Tesche: So wird der neue Bond-Film sein. In: Die Welt. 2. November 2006, abgerufen am 4. Februar 2021.
16. ↑  James Bond 21 Is Casino Royale. In: MI6-HQ.com. Eon Productions, 3. Februar 2005, abgerufen am 10. März 2007.
17. ↑  Daniel Craig takes on 007 mantle. BBC, 14. November 2006, abgerufen am 4. April 2007: „Michael G. Wilson said 200 actors had been considered“
18. ↑  Karl Urban interview at Supanova Sydney. In: Cumberland Courier. 29. Juni 2009, abgerufen am 3. November 2012.
19. ↑  Michael Fleming: Casting begins for War, Titans. In: Variety. 5. November 2008, abgerufen am 8. November 2008.
20. ↑  Gwyneth Paltrow in Titanic, Sarah Michelle Gellar in Clueless and John Travolta as Forrest Gump… the blockbuster movie roles actors turned DOWN revealed. In: Mail Online. 18. Mai 2015, abgerufen am 12. August 2021.
21. ↑  'I have been asked': Hugh Jackman says he'd consider taking over playing James Bond from Daniel Craig…after revealing he's already turned the role down once before. In: Daily Mail Online. 3. September 2015, abgerufen am 12. August 2021.
22. ↑  Roger Moore says Hugh Jackman or Damian Lewis should play Bond. In: Mail Online. 14. Oktober 2015, abgerufen am 12. August 2021.
23. ↑  Kellvin Chavez: Exclusive interview with Martin Campbell on Zorro and Bond. In: Latino Review. Archiviert vom Original am 18. April 2007; abgerufen am 23. März 2007.
24. ↑  Craig, Vaughn on Bond. In: IGN. 3. Mai 2005, archiviert vom Original (nicht mehr online verfügbar) am 16. Oktober 2005; abgerufen am 10. August 2006.
25. 1 2  Richard Grant: Daniel Craig: Quantum of Solace. In: The Daily Telegraph. 11. Oktober 2008, abgerufen am 11. Oktober 2008 (englisch).
26. ↑  James Berardinelli: Layer Cake. In: ReelViews. 2004, abgerufen am 25. Oktober 2019 (englisch): „I can see him as the superspy. He has […] toughness and a smooth, urbane manner“
27. ↑  Daniel Craig confirmed as 006th screen Bond. In: The Guardian. 14. Oktober 2005, abgerufen am 15. Mai 2007.
28. ↑  Film of the arrival. Archiviert vom Original (nicht mehr online verfügbar) am 21. Oktober 2013; abgerufen am 12. September 2010.
29. ↑  Paul R. La Monica: Blond, James Blond. CNN, 6. November 2006, abgerufen am 2. April 2007.
30. ↑  The Name's Bland.. James Bland. In: Daily Mirror. 15. Oktober 2005, archiviert vom Original (nicht mehr online verfügbar) am 14. April 2006; abgerufen am 27. Dezember 2006.
31. ↑  Jon Silberg: High Stakes for 007. In: American Cinematographer. Dezember 2006, archiviert vom Original am 2. April 2007; abgerufen am 17. April 2007.
32. ↑  https://www.imdb.com/title/tt0381061/companycredits
33. ↑  Siegfried Tesche; Der große James Bond-Atlas. Wissen Media Verlag, Gütersloh/München 2008, ISBN 978-3-577-07305-9, S. 24/25
34. ↑  Boeing 747 236B G-BDXJ auf airliners.net
35. ↑  Bond in Motion, Modell des Flugzeuges sowie viele andere Requisiten (Memento des Originals vom 6. Februar 2015 im Internet Archive)  Info: Der Archivlink wurde automatisch eingesetzt und noch nicht geprüft. Bitte prüfe Original- und Archivlink gemäß Anleitung und entferne dann diesen Hinweis.
36. ↑  – Is Richard Branson in Casino Royale? auf Virgin.com
37. ↑  Victoria Lindrea: Talking Shop: Chris Cornell. In: BBC News. 20. November 2006, abgerufen am 6. Februar 2021 (englisch).
38. ↑  Bond leaves UK box office shaken, Artikel auf bbc.co.uk, abgerufen am 26. November 2012
39. ↑  Casino Royale Hits Jackpot Overseas, Artikel auf comingsoon.net, abgerufen am 22. November 2006
40. ↑  Studio claims 007 box office coup, Artikel auf bbc.co.uk, abgerufen am 26. November 2012
41. ↑  All Time Box Office in: Box Office Mojo, abgerufen am 26. November 2012
42. ↑  JAHRGANG 2009. Abgerufen am 18. Februar 2018.
43. 1 2  James Bond 007: Casino Royale. In: Rotten Tomatoes. Fandango, abgerufen am 27. Dezember 2024 (englisch, aggregiert aus 266 Kritiken).
44. 1 2  James Bond 007: Casino Royale. In: Metacritic. Abgerufen am 27. Dezember 2024 (englisch, aggregiert aus 46 Kritiken).
45. ↑  Jeremy Wheeler: Kritik zu James Bond 007: Casino Royale (Memento vom 25. April 2017 im Internet Archive) bei AllMovie (englisch)
46. ↑  Datenbankabfrage bei cinemascore.com
47. 1 2  James Bond 007: Casino Royale. In: Lexikon des internationalen Films. Filmdienst, abgerufen am 2. März 2017.
48. 1 2  Martin Soyka: Kritik. In: Filmstarts. Abgerufen am 13. Juli 2023.
49. 1 2  The 21st Century's 1,000 Most Acclaimed Films. In: They Shoot Pictures, Don’t They? 17. April 2023, abgerufen am 13. Juli 2023 (englisch).
50. ↑  Binh Ngo: Golden Tomato Awards: „Casino Royale,“ „The Queen“ Best-Reviewed Of 2006. In: Rotten Tomatoes. 10. Januar 2007, abgerufen am 13. Juli 2023 (englisch).
51. ↑  Lizenz zum Menscheln, Artikel auf spiegel.de, abgerufen am 24. November 2006
52. ↑  Kritik von Paul Arendt, abgerufen am 24. November 2006
53. ↑  Die Welt v. 19. November 2006: Töten ist wieder Handarbeit
54. ↑  Kritik von Tim Adams im Observer, abgerufen am 24. November 2006
55. ↑  James Bond 007: Casino Royale. In: cinema. Abgerufen am 12. August 2021.
56. ↑  James Bond 007 – Casino Royale auf abrauchen.de (Memento vom 30. Dezember 2014 im Internet Archive), abgerufen am 2. Juni 2011

- Weitere Filmlinks:
- OFDb: Link |
- AFI: Link |
- TMDb: Link |
- Letterboxd: Link |
- Moviepilot: Link |
- bearbeiten